# Karen Ludwig
Pour les articles homonymes, voir Ludwig.
Karen Ludwig, née le 13 mai 1964 en Ontario, est une femme politique canadienne du Nouveau-Brunswick. Elle est élue député fédéral de la circonscription de Nouveau-Brunswick-Sud-Ouest lors de l'Élection fédérale canadienne de 2015 et siège depuis lors à la Chambre des communes du Canada en tant que libérale.